# Rikke Olsen
Rikke Olsen Siegemund (Roskilde, 19 de abril de 1975) es una deportista danesa que compitió en bádminton, en las modalidades de dobles y dobles mixto. Su hermana Otte también compitió en bádminton.
Ganó seis medallas en el Campeonato Mundial de Bádminton entre los años 1995 y 2003, y nueve medallas en el Campeonato Europeo de Bádminton entre los años 1996 y 2004.
Participó en tres Juegos Olímpicos de Verano, ocupando el cuarto lugar en Atlanta 1996 (dobles), el cuarto en Sídney 2000 (dobles mixto) y el cuarto en Atenas 2004 (dobles mixto).

## Palmarés internacional
| Campeonato Mundial | Campeonato Mundial       | Campeonato Mundial | Campeonato Mundial |
| Año                | Lugar                    | Medalla            | Prueba             |
| ------------------ | ------------------------ | ------------------ | ------------------ |
| 1995               | Lausana (Suiza)          | Medalla de bronce  | Dobles             |
| 1997               | Glasgow (Reino Unido)    | Medalla de bronce  | Dobles mixto       |
| 1999               | Copenhague (Dinamarca)   | Medalla de bronce  | Dobles mixto       |
| 2001               | Sevilla (España)         | Medalla de bronce  | Dobles mixto       |
| 2003               | Birmingham (Reino Unido) | Medalla de bronce  | Dobles             |
| 2003               | Birmingham (Reino Unido) | Medalla de bronce  | Dobles mixto       |
| Campeonato Europeo |                          |                    |                    |
| Año                | Lugar                    | Medalla            | Prueba             |
| 1996               | Herning (Dinamarca)      | Medalla de oro     | Dobles mixto       |
| 1996               | Herning (Dinamarca)      | Medalla de plata   | Dobles             |
| 1998               | Sofía (Bulgaria)         | Medalla de oro     | Dobles             |
| 1998               | Sofía (Bulgaria)         | Medalla de oro     | Dobles mixto       |
| 2000               | Glasgow (Reino Unido)    | Medalla de oro     | Dobles mixto       |
| 2000               | Glasgow (Reino Unido)    | Medalla de plata   | Dobles             |
| 2002               | Malmö (Suecia)           | Medalla de bronce  | Dobles mixto       |
| 2004               | Ginebra (Suiza)          | Medalla de plata   | Dobles             |
| 2004               | Ginebra (Suiza)          | Medalla de plata   | Dobles mixto       |